# Symington Amendment
Die Symington Amendment, auch Glenn/Symington Amendment oder Symington Accord (deutsch: Symington-Änderungsgesetz), ist eine Ergänzung zum Foreign Assistance Act im US-amerikanischen Rechtssystem.
Das Symington Amendment der Carter-Regierung von 1976/1977 verbietet den USA strikt finanzielle oder militärische Hilfe für Länder, die "riskante Technologien" (Nuklearwaffen) außerhalb internationaler Kontrollen und geltender Verträge entwickeln. Aus ihm wurde als Handlungsgrundlage ein Sanktionskatalog entwickelt.

## Entstehung
Die Übereinkunft basierte ursächlich auf einem 1958 vom demokratische Abgeordneten Stuart Symington (Missouri) platzierten Artikel zur Frage des Überlebens der USA nach einem Kernwaffenangriff und stellte damit die Verteidigungspolitik des damaligen republikanischen Präsidenten Dwight D. Eisenhower in Frage.

## Anwendung
Es wurde erstmals 1979 angewendet, um Pakistan wegen seines Nuklear-Programms zu reglementieren. Nach Ausbruch des Afghanistankrieges wurden die Sanktionen gegen Zusicherung der Einschränkung des Programms teilweise wieder aufgehoben. Unter der Regierung Ronald Reagans erhielt der Zusatz eine Ergänzung, die für sechs Jahre die Unterstützung Pakistans dennoch ermöglichte.
Mit dem Pressler Amendment von 1985 wurde eine jährliche Zertifizierung durch den US-Präsidenten bindend, dem sich Pakistan allerdings 1989 entzog. 1990 bis 1995 waren daraufhin militärische Lieferungen an das Land eingeschränkt, bis die Clinton-Regierung sie im Zuge des Kampfes gegen Terrorismus und aufgrund amerikanischer Wirtschaftsinteressen wieder aufnahm. 2001/2002 erhielt Pakistan etwa eine Milliarde US-Dollar Militärhilfe aus den USA.
Seit 1994 wird aufgrund der Symington-Übereinkunft Nordkorea sanktioniert. Betroffen sind auch alle anderen als Schurkenstaaten definierten Länder.
Israel erhält eine jährliche Wirtschafts- und Militärhilfe von drei Milliarden Dollar, obwohl seit Mordechai Vanunu bekannt ist, dass das Land Atomwaffen besitzt. Da die US-amerikanische Regierung die Existenz der Atomwaffen nicht offiziell festgestellt hat, ist die Hilfe offiziell nicht im Widerspruch zum Symington Amendment.